# Glenn Cunningham
Glenn V. Cunningham foi um atleta norte-americano,especialista em distâncias de 800 m a uma milha. Chegou a ser o corredor mais rápido do mundo na corrida de uma milha. Conquistou a medalha de prata na categoria 1500 metros rasos, nos Jogos Olímpicos de 1936, em Berlim.
Quando tinha apenas oito anos de idade, os médicos disseram-lhe que nunca mais poderia andar novamente, depois de ter sofrido graves queimaduras nas pernas numa explosão com gasolina. Cunningham não só andou, mas foi um dos primeiros a vencer as milhas na década de 1930.
Por três anos (1932, 1933 e 1934) Cunningham ganhou o Big Six e ganhou novamente nas Olimpíadas em 1936. Então, em 1938 Cunningham tornou-se o mais rápido corredor do mundo, estabelecendo um novo recorde no Dartmouth College. Nesse mesmo ano, ele também recebeu um doutorado da Universidade de Nova Iorque.
Durante a Segunda Guerra Mundial, Cunningham entrou na Marinha e estabeleceu novos programas de treinamento físico nas estações de treinamento nos Grandes Lagos e San Diego.
Cunningham recebeu reconhecimento por um longo tempo, mas talvez um dos maiores foi no Elkhart's Glenn Cunningham, realizada em 1933, quando ele retornou da Europa depois de ter ganho onze corridas. Cunningham acabaria por ver seus recordes quebrados por alguns dos maiores corredores de Kansas - Archie Romani, Jr., Wes Santee e Jim Ryun.